# Oficina Internacional de la Educación Católica
La Oficina Internacional de la Educación Católica (OIEC) es una organización no gubernamental que representa a la educación católica del mundo entero. Su misión principal es de promover la educación para todos; expresar la presencia activa de la Iglesia en el mundo, en el ámbito particular de la educación para el servicio de las culturas del mundo; afirmar, en la comunidad humana de las naciones, su voluntad de colaboración con la educación de todo tipo; promover la escuela católica a través del mundo y la formación de sus profesores como educadores cristianos; luchar contra el analfabetismo; promover una educación para todos de calidad.
- Fundada en 1952 en Lucerna (Suiza).

- Agrupa a la Secretarías nacionales de la educación católica de cada uno de los países afiliados.
- Organizada en cinco regiones mundiales: África, América, Europa, Asia y Medio Oriente y Norte de África.
- Tiene la sede de Secretaría general en Bruselas (Bélgica).

- Con relaciones formales con las agencias e instituciones internacionales que trabajan en el ámbito de la educación:

## Relaciones
- UNESCO: estatuto consultivo, categoría B, desde 1958. Con estatuto de relaciones formales de consulta desde 1997.
- ECOSOC: en el registro del Consejo Económico y Social de la Naciones Unidas desde 1958. Desde 1998 tiene estatuto consultivo especial.
- UNICEF: estatuto consultivo desde 1963.
- CONSEJO DE EUROPA: estatuto consultivo desde 1965. Estatuto participativo desde el 2001
- Relaciones de colaboración con: FAO (Organización de las Naciones Unidas para la Alimentación y la Agricultura), BIT (Oficina Internacional del Trabajo), OUA (Organización de la Unidad Africana), OEA Organización de Estados Americanos).

## Objetivos principales
- Participar en la misión de la Iglesia promoviendo en el mundo un proyecto educativo de inspiración católica.
- Promover la creación, ante las instituciones escolares y educativas de "comunidades educativas" en las cuales todos trabajan de manera solidaria y responsable al progreso escolar educativo y cultural, al igual que al desarrollo del espíritu evangélico, dando una atención especial a los más necesitados y acogiendo, en cumplimiento de las conciencias, todos los aquellos que tienen confianza en esta escuela.

- Promover investigaciones sobre la aportación específica de la escuela católica en el campo educativo y sobre la adaptación de la escuela a las necesidades, realidades y aspiraciones del medio en que se inserta.

- Crear y desarrollar lazos de ayuda mutua y de solidaridad activa y responsable entre los miembros.

- Servir como red de intercambio entre sus miembros para su propia información y la de los demás educadores, por medio del desarrollo de la comunicación.

- Asegurar la representación de la Educación católica ante las instancias internacionales, particularmente ante las que se ocupan de educación.

- Colaborar con los organismos de la Iglesia universal, con las Conferencias episcopales y con otras organizaciones católicas internacionales de educación.

- Defender y promover el ejercicio efectivo de la libertad de educación conforme a la justicia distributiva, y favorecer las relaciones de reconocimiento mutuo y de asociación entre la Educación católica y los países en los que ésta funciona.

## Datos importantes
La OIEC agrupa a más de 44 millones de alumnos en todo el mundo:
| Región                           | Número de alumnos | Países |
| -------------------------------- | ----------------- | ------ |
| África:                          | 9.500.000         | 36     |
| América:                         | 14.000.000        | 26     |
| Asia:                            | 10.000.000        | 12     |
| Europa:                          | 9.000.000         | 21     |
| Medio Oriente y Norte de África: | 800.000           | 7      |

Con un total de 210.000 escuelas.
Afilia a 102 miembros constituyentes (países miembros); 18 miembros asociados (congregaciones religiosas) y 13 miembros cooperadores (instituciones).

## Organización
- Asamblea general: compuesta por todos los miembros constituyentes y asociados, es el órgano supremo de la Oficina. Se reúne cada cuatro años.
- Consejo: formado por 24 miembros deliberantes, representantes de todas las regiones, es elegido por la Asamblea. El Consejo elige a su Presidente y a los Vicepresidentes. Órgano de reflexión y deliberación. Cuida la ejecución de las decisiones de la Asamblea general. Se reúne una vez al año.
- El Secretario general: elegido por la Asamblea general, organiza y dirige el Secretariado general, órgano ejecutivo de la Oficina. Coordina y estimula la actividad de los Secretariados regionales y de los Representantes permanentes. Representa a la Oficina en sus relaciones exteriores.

- Los Secretarios regionales: animan las actividades de la Oficina en el plano regional. Las regiones son: África, con sede en Dakar (Senegal); América, con sede en Bogotá (Colombia); Asia, con sede en Manila (Filipinas); Europa, con sede en Bruselas (Bélgica) y Medio Oriente y Norte de África con sede en Beirut (Líbano).
- Los Representantes permanentes: ante las instituciones internacionales están acreditados en; París (UNESCO), Ginebra (UNICEF), Roma (Vaticano), Estrasburgo (Consejo de Europa), Nueva York (ONU).